# Zombie Land Saga
Zombie Land Saga (яп. ゾンビランドサガ, «Зомбі-ідоли міста Саґа») — аніме-серіал виробництва Cygames сумісно з Avex Pictures, створений на студії MAPPA. Серіал виходив з жовтня по грудень 2018 року. Прем'єра другого сезону під назвою Zombie Land Saga Revenge відбулася у квітні 2021 року. Манґа-адаптація аніме виходить з жовтня 2018 року по червень 2021 року на сайті Cycomi компанії Cygames. Спіноф під назвою Zombie Land Saga Gaiden: The First Zombie вийшов у журналі Ultra Jump у травні 2021 року.

## Сюжет
Квітень 2008 року. Повна ентузіазму Сакура Мінамото, яка тільки почала навчання у другому класі старшої школи, у перший навчальний день хотіла подати заяву на кастинг, щоб стати поп-ідолом. Але тільки-но вона вийшла за ворота свого дому, як її тут же насмерть збив фургон.
Через 10 років дівчина приходить до тями у заповненому зомбі особняку в префектурі Саґа, де на неї нападають дівчата-зомбі. Невдовзі вона виявляє, що сама стала зомбі. До того ж, чоловік на ім'я Котаро Тацумі, професійний стиліст, якому належить цей дім, говорить, що з допомогою Сакури та інших хоче створити ідол-гурт для спасіння префектури Саґа. Таким чином, шокованій Сакурі і ще шести «легендарним» дівчатам з різних епох приходиться прийняти пропозиції Тацумі і почати свій шлях становленню легендарним гуртом ідолів.

## Персонажі

### «Франчучу»
«Франчучу» (яп. フランシュシュ, Фураншушу) це група, заснована Котаро Тацумі і складається з семи легендарних ідолів різних періодів часу, яких він повернув до життя як зомбі.
- Сакура Мінамото (яп. 源 さくら, Мінамото Сакура) — 17-літня (на момент смерті) старшокласниця, яка мріяла стати ідолом. Раніше всіх інших дівчат стала зомбі. Прагне просунути групу якнайдалі. ЇЇ псевдонім в «Франчучу» — «Перша зомбі» або «Номер 1» (яп. ゾンビィ1号, Дзомбі Іті-го:). Спочатку Сакура не пам'ятає про своє смертне життя, але зрештою відновлює свої спогади. Життя дівчини було сповнене невдач з раннього дитинства. Щоб вона не робила, і як не старалася, у неї завжди щось йшло не так. У результаті, розчарувавшись у собі, Сакура розхотіла чогось прагнути, поки одного разу не побачила інтерв'ю з Ай Мідзуно. Слова Мідзуно надихнули Сакуру, і вона вирішила подати заяву та спробувати свої сили на кастингу ідолів. 7 квітня 2008 року була на смерть збита вантажівкою, щойно вийшовши за поріг будинку.

Сейю: Каеде Хондо.
- Сакі Нікайдо (яп. 二階堂 サキ, Нікайдо: Сакі) — 18-літня (на момент смерті) дівчина-байкер «легендарна глава байкерів „Дорамі“», що підкорила разом зі своєю бандою весь Кюсю. Будучи зомбі, призначається лідером групи. Її псевдонім в «Франчучу» — «Друга зомбі» або «Номер 2» (яп. ゾンビィ2号, Дзомбі Ні-го:). Досить груба у мові, енергійна у всіх починаннях групи. Зустрівшись одного разу з дочкою своєї найкращої подруги, яка тепер є чинним главою «Дорамі», і дізнавшись, що вона збирається брати участь у гонці з лідером ворожої банди, вирішує вийти замість неї, щоб та не повторила ту ж безрозсудну дурість, що коштувала Сакі життя. 30 серпня 1997 року загинула під час гонки на сміливість, злетівши з мотоцикла в обрив на повній швидкості.

Сейю: Асами Тано.
- Ай Мідзуно (яп. 水野 愛, Мідзуно Ай) — 16-літня (на момент смерті) солістка групи «Iron Frill», «легендарний ідол ери Хейсей». Лідер топової ідол-групи 2000-х, якою захоплювалась Сакура. Ай неймовірно вольова і не боїться висловити, що в неї на думці. Часто критикує діяльність Котаро. Разом із Дзюнко вказує на помилки групи та допомагає їй стати кращою. Її псевдонім в «Франчучу» — «Третя зомбі» або «Номер 3» (яп. ゾンビィ3号, Дзомбі Сан-го:). 4 серпня 2008 року була вбита блискавкою прямо під час виступу, тому в загробному житті довгий час боялась грози і виходити на сцену під відкритим небом.

Сейю: Ріса Танеда.
- Дзюнко Конно (яп. 紺野 純子, Конно Дзюнко) — 19-літня (на момент смерті) дівчина, «легендарний ідол ери Сьова», завдяки якій відбувся розквіт індустрії японських ідолів у 1980-х роках. Разом з Ай вказує на помилки групи та допомагає їй стати краще. Оскільки в її час ідоли були недосяжні для шанувальників, вона має сумніви щодо особистого спілкування зі своїми фанатами. Її псевдонім в «Франчучу» — «Четверта зомбі» або «Номер 4» (яп. ゾンビィ4号, Дзомбі Йон-го:). 6 грудня 1983 року загибла в авіакатастрофі.

Сейю: Макі Кавасе.
- Югірі (яп. ゆうぎり, Ю:гірі) — 19-літня (на момент смерті) «легендарна ойран[en]», що жила в 19 столітті в період між епохами Бакумацу и Реставрацією Мейдзі. Наймудріша за всіх у групі, іноді дає корисні поради. Вміє грати на Сямісені. У неї погана звичка критикувати інших. Її псевдонім в «Франчучу» — «П'ята зомбі» або «Номер 5» (яп. ゾンビィ5号, Дзомбі Го-го:). Померла 28 грудня 1882 року.

Сейю: Ріка Кінугава.
- Лілі Хосікава (яп. 星川 リリィ, Хосікава Рірі) — 12-літня (на момент смерті) дівчина, «легендарне юне обдарування». За життя була популярною актрисою, що відзначилася в багатосерійній дорамі, а потім постійно потрапляла у прайм-тайм кожного каналу. Любить називати себе «зірочкою» гурту. Не дуже засмучена тим, що стала зомбі, тому що бачить у цьому можливість залишитися дитиною назавжди. Її псевдонім в «Франчучу» — «Шоста зомбі» або «Номер 6» (яп. ゾンビィ6号, Дзомбі Року-го:). Насправді являється трансгендерною дівчиною, яка народилась під іменем Масао Го (яп. 豪 正雄, Го: Масао). Вона померла 30 листопада 2011 року від сердечного приступу, викликаного робочим стресом і психічним шоком від волосся, що росте на обличчі[4][5][6][7][8].

Сейю: Мінамі Танака.
- Тае Ямада (яп. 山田 たえ, Ямада Тае) — «легендарна Тае Ямада», єдина дівчина, яка не прийшла до тями після пробудження як зомбі. Саме завдяки їй, а точніше її чханню, група зомбі-ідолів має назву «Franchouchou». Весь час голодує і, на відміну від інших учасниць групи, поводиться як справжній зомбі, через що нерідко кусає і кидається на всіх, кого бачить, проте під кінець серіалу її поведінка стає більш осудною. Також вона єдина із групи, про минуле якої взагалі нічого не відомо. Наразі їй 29 років. Її псевдонім в «Франчучу» — «Нульова зомбі» або «Номер 0» (яп. ゾンビィ0号, Дзомбі Дзеро-го:).

Сейю: Котоно Міцуїсі.

### Інші
- Котаро Тацумі (яп. 巽 幸太郎, Тацумі Ко:таро:) — ексцентричний та загадковий продюсер групи «Franchouchou», яку він спочатку називав «Death Musume» та «Green Face». Завжди носить чорний піджак, червоний жилет та непрозорі сонячні окуляри. Щоб врятувати префектуру Саґа від занепаду, оживляє сім дівчат для проекту «Зомбіленд-Саґа» та створює з них ідол-групу. Котаро — талановитий стиліст та візажист, тому завдяки його старанням його підопічні на виступах нічим не відрізняються від звичайних людей. Він також носить із собою трохи сушеного кальмару, щоб заспокоїти зомбі. Нічого не відомо про те, яким саме чином він воскресив учасниць «Франчучу», а також свого пса Ромеро, тому він, можливо, має деякі знання в Некромантії, хоча бармен з сусіднього з його особняком ресторану знав Югірі при житті. Знав Сакуру ще у старшій школі, але вони майже не спілкувалися. Можливо, любить її, оскільки саме заради здійснення мрії Сакури, навіть після смерті дівчини, він організує свій проект.

Сейю: Мамору Міяно.
- Ромеро (яп. ロメロ, Ромеро) — зомбі-пудель Котаро.

Сейю: Ясухіро Такато.

## Виробництво і реліз
| Сезон | Сезон                    | Серій | Дати показу   | Дати показу    |
| Сезон | Сезон                    | Серій | Прем'єра      | Фінал          |
| ----- | ------------------------ | ----- | ------------- | -------------- |
|       | Zombie Land Saga         | 12    | 4 жовтня 2018 | 20 грудня 2018 |
|       | Zombie Land Saga Revenge | 12    | 8 квітня 2021 | 24 червня 2021 |

Аніме-серіал було анонсовано 5 липня 2018 року. Серіал створювався під керівництвом головного режисера Макото Кімури та режисера, а також звукорежисера Мунехіси Сакая на анімаційній студії MAPPA. Сценарист Сігеру Муракосі, композитор Ясухару Таканасі, дизайнер персонажів и головний аніматор Касумі Фукагава, артдиректор Кадзуо Огура, оператор-постановщик Такасі Янагіда, дизайн кольору Адзуса Сасакі, монтаж Масахіро Гото. 12-серійний аніме-серіал виходив в Японії з 8 жовтня 2018 року по 20 грудня 2018 року і транслювався на AT-X, Tokyo MX, SUN, BS11, Saga TV, TVQ. Трансляцією серіалу із субтитрами займається компанія Crunchyroll, з дубляжом — компанія Funimation. Аніме також доступно до перегляду російською мовою на сайті Crunchyroll. 2-й сезон аніме було анонсовано 27 липня 2019 року.
Вступна та завершальна теми були випущені у вигляді синглів разом із «FANTASTIC LOVERS» і «Jellyfish» 28 листопада 2018 року, вони потрапили на 13 та 19 місця (відповідно) у чарті Oricon Singles Chart 10 грудня. Крім того, перший сингл очолив чарт Billboard Japan Download Songs в цей же день.

### Список серій аніме

#### Zombie Land Saga
| 1 | Доброго ранку, Саґа/Good Morning SAGA «Гудо мо:нінгу САҐА» (グッドモーニング SAGA) | Мунехіса Сакай, Такесі Сато                                 | Сігеру Муракосі | 4 жовтня 2018     |
| Починається перший день 2-го року навчання у старшій школі. Сакура Мінамото радісно готується вийти з дому назустріч новому життю. Проте попереду її очікують далеко не ті почуття, на які вона розраховувала.  | |                                                             |                 |                   |
| 2 | Я люблю хіп-хоп Саґу!/I ♡ HIP HOP SAGA | Такасі Ісіда                                                | Сігеру Муракосі | 11 жовтня 2018    |
| Новоспеченим зомбі важко звикнути до змін. Далеко не всі дівчата готові змиритися зі своєю долею і почати шлях до зірок. Дехто намагається втекти від таємничого продюсера.                                     | |                                                             |                 |                   |
| 3 | Жива чи Мертва Саґа/DEAD OR LIVE SAGA | Тацуфумі Тамакава                                           | Такуя Масумото  | 18 жовтня 2018    |
| Не встигли дівчата-зомбі відпочити від виступу в замку Саґи, як Котаро призначив їм наступне шоу. Тепер героїні мають співати прямо на залізничній станції!                                                     | |                                                             |                 |                   |
| 4 | Тепломертва Саґа/Warming Dead SAGA «Во:мінгу деддо САҐА» (ウォーミング・デッド SAGA) | Такесі Сато, Хісатосі Сімідзу                               | Сігеру Муракосі | 25 жовтня 2018    |
| Дівчата-зомбі тільки придумали назву для свого гурту, як на них звалився черговий концерт. Однак у цьому є й хороша сторона. Героїням потрібно заспівати пісню на термальних водах.                             | |                                                             |                 |                   |
| 5 | Птах Саґа у твоєму серці/The Nice Bird SAGA in Your Heart «Кімі но кокоро ні найсу ба:до САҐА» (君の心にナイスバード SAGA) | Такесі Сато                                                 | Такуя Масумото  | 1 листопада 2018  |
| «Франчучу» шукає нові способи заробити грошей. Цього разу групу покликали знятися у рекламі мережі ресторанів швидкого харчування.                                                                              | |                                                             |                 |                   |
| 6 | Це сентиментальна Саґа/Because It's Sentimental SAGA «Датте сентіментару САҐА» (だってセンチメンタル SAGA) | Ясунорі Гото                                                | Сігеру Муракосі | 8 листопада 2018  |
| Вперше за багато днів Котаро прийшов до «Франчучу» з хорошими новинами. Виявляється, у гурту з'явилися шанувальники! Тепер дівчатам доведеться спілкуватися зі своїми фанатами.                                 | |                                                             |                 |                   |
| 7 | Так це ж Зомбіментальна Саґа/But It's Zombiemental SAGA «Кередо дзомбіментару САҐА» | Коносуке Уда, Мунехіса Сакай, Такесі Сато, Хісатосі Сімідзу | Сігеру Муракосі | 15 листопада 2018 |
| Конфлікт між Дзюнко та Ай так і не згасає. «Франчучу» починають переживати, що не зможуть виступити у повному складі. Хто ж прийде на допомогу дівчатам-зомбі у складній ситуації?                              | |                                                             |                 |                   |
| 8 | Вперед, Неверленд-Саґа/Go Go Neverland SAGA «ГОГО Неба:рандо САҐА» (GOGO ネバーランド SAGA) | Такасі Ісіда                                                | Сігеру Муракосі | 22 листопада 2018 |
| Після виступу під дощем дедалі більше людей почали дізнаватися про «Франчучу». Черги на фотосесії з учасницями гурту зростають з кожним днем. Одного разу в одній з таких черг вони помічають дивного чоловіка. | |                                                             |                 |                   |
| 9 | Якось моє життя обірвалося, але якимось чином я воскресла і почала співати та танцювати. Я зберігаю спогади про друзів і це моя Саґа!/Though My Life May Have Ended Once by Some Twist of Fate I Have Risen, and If Song and Dance Are to Be My Fate, Then Carrying the Memories of My Comrades in My Heart as I Sally Forth Shall Be My SAGA «Ітідо ва цукіта коно іноті, нан но інга ка йомігаері, утай одору га садаме нара, томо е но омой о муне ні хіме, цурануку маде йо оноре но Саґа» (一度は尽きたこの命 なんの因果か蘇り 歌い踊るが宿命なら 親友への想いを胸に秘め 貫くまでよ己の SAGA) | Такесі Сато                                                 | Такуя Масумото  | 29 листопада 2018 |
| Після невеликого дослідження Котаро вияснив, що цільовою аудиторією «Франчучу» є люди похилого віку. Під час заходу, у компанії літніх людей, учасниці групи стикаються з нинішніми учасницями банди «Дорамі».  | |                                                             |                 |                   |
| 10 | Немає зомбі, немає і ідол-Саґи/NO ZOMBIE NO IDOL SAGA | Ясунорі Гото                                                | Такуя Масумото  | 6 грудня 2018     |
| «Франчучу» виступить на першому власному концерті в залі на п'ятсот осіб. Задля підготовки до виступу Котаро відправляє дівчат у гори.                                                                          | |                                                             |                 |                   |
| 11 | Незрівнянна Саґа/A One-of-a-Kind SAGA «Секай ні хітоцу даке но САҐА» (世界にひとつだけの SAGA) | Коносуке Уда                                                | Сігеру Муракосі | 13 грудня 2018    |
| Після того, як Сакуру вкотре збиває фургон, вона згадує своє минуле життя, проте забуває при цьому всі події після пробудження як зомбі.                                                                        | |                                                             |                 |                   |
| 12 | І знову доброго ранку, Саґа/Good Morning Again SAGA «Гуддо мо:нінгу агейн САҐА» (グッドモーニングアゲイン SAGA) | Мунехіса Сакай, Хісатосі Сімідзу                            | Сігеру Муракосі | 20 грудня 2018    |
| Перший сольний концерт «Франчучу» зовсім скоро, а Сакура так і не прийшла до тями. Подруги намагаються всіма силами впоратися з її сном.                                                                        | |                                                             |                 |                   |

#### Zombie Land Saga Revenge
| 1 | Доброго ранку, повертається Саґа/Good Morning returns SAGA «Гудо мо:нінгу рітанц САҐА» (グッドモーニングリターンズ SAGA)                                            | Мунехіса Сакай               | Сігеру Муракосі | 8 квітня 2021  |
| Через місяць після виступу «Франчучу» в Арпіно успіх групи різко падає. Дівчата проводять наступні місяці, працюючи на різних роботах. Котаро старається допомогти дівчатам відновити кар’єру. | |                              |                 |                |
| 2 | Саґа про майже зламане радіо/The SAGA of an Almost-Broken Radio «Буковаре каке но редіо САҐА» (ぶっ壊れかけのレディオ SAGA)                                         | Такафумі Ісіда               | Сігеру Муракосі | 15 квітня 2021 |
| «Франчучу» виступає в прямому ефірі, щоб рекламувати храм Ютоку Інарі разом із Вайт Рю. Сакі зізнається в любові до Рю, але він не відповідає на її почуття взаємністю через їхню різницю у віці. | |                              |                 |                |
| 3 | Акустична Саґа кохання та молодості/The Acoustic SAGA of Love and Youth «Ай то сейшун но акосутіку САҐА» (愛と青春のアコースティック SAGA)                          | Ясутомо Окамото              | Кійоко Йошимура | 22 квітня 2021 |
| Котаро планує виступ «Франчучу» на відкритті групи «Iron Frill». Ай розмовляє з нинішньою вокалісткою «Iron Frill», Шиорі, яка запрошує її приєднатися до «Iron Frill» і покинути «Франчучу». | |                              |                 |                |
| 4 | Електрична Саґа чистого серця/Pure-Hearted Electric SAGA «Джунджо ерукоторіку САҐА» (純情エレクトリック SAGA)                                                       | Такеру Сато                  | Кійоко Йошимура | 29 квітня 2021 |
| У день виступу Джунко веде «Франчучу» в успішному хеві-метал-номері, який закінчується тим, що вона буквально розбиває гітару Котаро. Після цього Шиорі знову намагається завербувати Ай, але Джунко та інші дівчата стверджують, що Ай є членом «Франчучу». Під час інтерв'ю в прямому ефірі після туру Шиорі публічно визнає талант «Франчучу» і оголошує їх суперниками «Iron Frill». | |                              |                 |                |
| 5 | Little Bodda Bope SAGA/Little Bodda Bope SAGA «Рітору параппо САҐА» (リトルパラッポ SAGA)                                                                           | Такафумі Ісіда               | Ясунорі Гото    | 6 травня 2021  |
| Лілі вирішує відзначити дебют «Франчучу» на національному телебаченні, взявши участь у реаліті-шоу талантів. Одним з інших конкурентів на відбіркових змаганнях є Лайт Оозора, товариш-актор, який вірить, що здобуде легку перемогу. | |                              |                 |                |
| 6 | Walking Bet SAGA/Walking Bet SAGA «О кінгу бетто САҐА» (ウォーキング・ベット SAGA)                                                                                  | Такахіро Канеко              | Сігеру Муракосі | 13 травня 2021 |
| «Франчучу» продовжує відпрацьовувати свої борги. Марія, яка працює в супермаркеті, куди приходить Тае, запрошує її подивитись, як «Дорамі» виступає на танцювальному конкурсі. Тае бере участь у змаганнях. | |                              |                 |                |
| 7 | Maimai Revolution SAGA/Maimai Revolution SAGA «Маймай реворюшон САҐА» (マイマイレボリューション SAGA)                                                               | Ясутомо Окамото              | Сігеру Муракосі | 20 травня 2021 |
| Маймай Юзуріха, прихильниця «Франчучу» виявляє статус нежиті дівчат, тому переконує Котаро дозволити їй приєднатися до групи, щоб вона зберегла їхню таємницю. | |                              |                 |                |
| 8 | Саґа інцидент, частина 1/The Saga Incident, Part 1 «САҐА джіхен соно ічі» (佐賀事変 其ノ壱)                                                                         | Такафумі Ісіда, Коносуке Уда | Кійоко Йошимура | 27 травня 2018 |
| В епоху Мейдзі в Японії Югірі, ойран з Йосівари, купив багатий покровитель після того, як її популярність підвищила її ціну так високо, що ніхто не міг собі дозволити. Її покровитель незабаром помирає, залишаючи її одну в незнайомому місці. Одного разу вона зустрічається з Кіічі Момозакі, місцевим молодим чоловіком, який вирішив відновити статус незалежної префектури Саґа.  | |                              |                 |                |
| 9 | Саґа інцидент, частина 2/The Saga Incident, Part Two «САҐА джіхен соно ні» (佐賀事変 其ノ弐)                                                                        | Такеру Сато                  | Кійоко Йошимура | 3 червня 2021  |
| Завербований колишній самурай починає планувати напад на Нагасакі проти бажання Кіічі. Югірі захищає Кіічі і допомагає йому ухилитися від поліції, заохочуючи його рішучість врятувати Саґу. Після того, як Югірі стратили, Кіічі добирається до Нагасакі і врешті-решт досягає успіху в апеляції за незалежність Саґи.                                                                  | |                              |                 |                |
| 10 | Саґа про те, як зомбі помстяться/The SAGA of How These Zombies Will Get Their Revenge «Зонбі-тачі ва до фукушу суру но ка САҐА» (ゾンビたちはどう復讐するのか SAGA) | Хісатоші Сімідзу             | Сігеру Муракосі | 10 червня 2021 |
| Через три тижні після концерту Арпіно в 2019 році Котаро оголошує про свої плани на концерт на стадіоні Екімае Фудосан, який закінчується невдачею через його погане керівництво. У 2020 році Котаро планує, що концерт відбудеться на стадіоні в річницю попереднього, запобігаючи повторення катастрофи.                                                                               | |                              |                 |                |
| 11 | Все, що вам потрібно, це бути там Саґа/All It Takes Is for You to Be There SAGA «Татоеба кімігаірудакеде САҐА» (たとえば君がいるだけで SAGA)                        | Коносуке Уда                 | Сігеру Муракосі | 17 червня 2021 |
| Особняк відпливає до берега Хамасакі, руйнується, і знищує їх запаси та косметику. Дівчат знаходить колега з роботи Ай, який відвозить їх у тимчасовий притулок для тих, хто втратив свої домівки та електрику під час шторму. | |                              |                 |                |
| 12 | Найбільша Саґа в історії/The Greatest SAGA in History «Сідзо сайдай но САҐА» (史上最大の SAGA)                                                                      | Мунехіса Сакай               | Сігеру Муракосі | 24 червня 2021 |
| Завдяки Окобі, Котаро переконує губернатора Саґа зосередити зусилля на ремонті навколо Тосу, щоб забезпечити можливість відвідування стадіону Екімае Фудосан, стверджуючи, що благодійний концерт «Франчучу» допоможе об’єднати Саґу. Тим часом Сакі збирає «Франчучу», щоб рекламувати концерт у своєму радіо-шоу, заохочуючи всіх, хто його почує, відвідати.                          | |                              |                 |                |

## Музика
Музичні теми «Zombie Land Saga»
Опенінг
- «Adabana Necromancy» (яп. 徒花ネクロマンシー, Адабана Некуромансі:, Fruitless Necromancy).

Виконує: «Франчучу» (Каеде Хондо, Асамі Тано, Ріса Танеда, Макі Кавасе, Ріка Кінугава, Танака Мінамі).
Ендинг
У ході аніме використовується п'ять пісень наприкінці серій, усі вони були виконані «Франчучу»:
- «Hikari e» (яп. 光へ, Хікарі е, To the Light)[10].
- «Mezame RETURNER (Lightning/Electric ver.)» (яп. 目覚めRETURNER, Медзаме RETURNER) (7 серія)
- «To My Dearest» (8 серія)
- «Tokkou DANCE» (яп. 特攻DANCE~DAWN OF THE BAD~, Токко: DANCE~DAWN OF THE BAD~) (9 серія)
- «FLAG o Hatamekasero» (яп. FLAGをはためかせろ, FLAG о Хатамекасеро) (12 серія)

Інші пісні, що звучать
- «FANTASTIC LOVERS» (1 серія): Виконує: «Iron Frill».

- «Temptation from the Hell» (1 серія): Виконує: Дзюн Суяма.

- «Youkoso Saga e» (яп. ようこそ佐賀へ, Йо:косо Саґа е) (1 серія): Виконує: «Франчучу» («Dead Musume»).

- «Saga Arcade Rap» (2 серія): Виконує: Saga Arcade Rappers.

- «DEAD or RAP» (2 серія): Виконує: «Франчучу» («Green Face»).

- «FANTASTIC LOVERS» (1 серія): Виконує: «Iron Frill».

- «Mezame RETURNER» (яп. 目覚めRETURNER, Медзаме RETURNER) (3, 4 серія): Виконує: «Франчучу».

- «Drive-In Tori» (5 серія): Виконує: Riz☆Rie.

- «Drive-In Tori (FranChouChou ver.)» (5, 8 серія): Виконує: «Франчучу».

- «Atsuku Nare» (яп. アツクナレ) (6, 7, 12 серія): Виконує: «Франчучу».

- «Peace&Love» (7 серія): Виконує: Otoko no Ko Mansion.

- «Jellyfish» (7 серія): Виконує: «Iron Frill».

- «Yomigaere» (яп. ヨミガエレ) (12 серія): Виконує: «Франчучу».

Музичні теми «Zombie Land Saga Revenge»
Опенінг
- «Taiga yo Tomo ni Naitekure» (яп. 大河よ共に泣いてくれ, O Saga, cry with me).

Виконує: «Франчучу».
Ендинг
У ході аніме використовується п'ять пісень наприкінці серій, усі вони були виконані «Франчучу»:
- «Yume o Te ni, Modoreru Basho mo Nai Hibi o» (яп. 夢を手に、戻れる場所もない日々を, Юме о те ні, модореру басьо мо най хібі о, Spending The Days With a Dream and Nowhere to Go Home).

Інші пісні, що звучать
- «Kojima Squid Factory Anthem» (1 серія): Виконує: «Франчучу».

- «REVENGE» (1 серія): Виконує: «Франчучу».

- «Do You Hate Windy Days?» (2 серія): Виконує: «Rockstar White Ryu».

- «Do You Hate Windy Days? (Franchouchou ver.)» (2 серія): Виконує: «Франчучу».

- «NOPE» (3 серія): Виконує: «Iron Frill».

## Манґа
Манґа-адаптація аніме за авторством Мегуму Сораміті виходить з 8 жовтня 2018 на сайті Cycomi компанії Cygames.